# 格盧博科耶區 (哈薩克斯坦)
格盧博科耶區（羅馬化：Glubokskiy rayon）是哈薩克斯坦的行政區，位於該國東部，由東哈薩克斯坦州負責管轄，首府設於格盧博科耶，始建於1964年，面積7,300平方公里，2013年人口63,890。